# Экинчи ибн Кочкар
Экинчи ибн Кочкар (ум. 1097) — тюркский наместник или вали Хорезма с 1077 по 1097 год.
Согласно трактату Шарафа аз-Замана Тахира Марвази «Табаи ал-хайуан» Экинчи ибн Кочкар происходил из народа кунов.
Ануштегин в 1077 году был назначен Сельджукидами на должность мутасаррифа Хорезма и получил титул шихны Хорезма. Однако наместником (вали) Хорезма в этот период был мамлюк будущего правителя Сельджукидов султана Санджара — Экинчи ибн Кочкар.
В правление султана Бeркийарука (1094—1104) власть в восточных областях находилась в руках эмира Дадбека Хабаши ибн Алтунташа, который, воспользовавшись междоусобной борьбой среди Сельджукидов, отложился в 1097 г. от них. Эмир Дадбек Хабаши сместил Экинчи ибн Кочкара, который был убит и назначил вали Хорезма сына Ануштегина — Кутб ад-Дина Мухаммада. Именно с Кутб ад-Дина Мухаммада начинается история государства хорезмшахов-Ануштегинидов.